# Universidad Industrial de Santander
Die Universidad Industrial de Santander (kurz UIS) ist eine Universität im Departamento de Santander in Kolumbien. 
Sie besitzt Standorte in Bucaramanga, Barrancabermeja, Socorro, Málaga und Barbosa.
Die Universität wurde 1948 eröffnet. In den 1960er und 70er Jahren kam es zu Studentenprotesten.